# Marcel Pélissou
Marcel Pélissou, né le 15 mai 1903 à Carmaux et mort le 6 mai 1987 à Valence-d'Albigeois, est un syndicaliste et homme politique français.

## Biographie
Il travaille aux mines de Carmaux dès l'âge de 11 ans. Il adhère tôt au syndicat des mineurs puis, en 1918, aux Jeunesses socialistes. Il s'engage au PCF en 1920.
Arrêté avec son père Léon et sa mère Blanche - qui mourront à la suite de leur déportation dans des camps français - au début de la Seconde Guerre mondiale, il est libéré en 1942 et entre dans la clandestinité. Membre du comité insurrectionnel, il organise en 1944 une grève contre l'occupant sur le puits de mine de La Tronquié à Blaye-les-Mines, dans l'agglomération de Carmaux.
A la Libération, il est élu secrétaire du syndicat des mineurs de Carmaux et, en 1947, membre du comité fédéral du parti communiste. Il accède au poste de secrétaire général de l'Union départementale de la CGT en 1949.
Il est élu député du Tarn en 1956. Candidat en 1958, il perd son siège au profit du candidat MRP Édouard Rieunaud. En novembre 1962, dans la même circonscription et après avoir obtenu 21 % des suffrages exprimés au premier tour de scrutin, il se désiste en faveur du candidat de la SFIO, André Raust, qui est élu.